# Nadzy (film 2002)
Nadzy (niem. Nackt) – niemiecki komediodramat z 2002 roku w reżyserii Doris Dörrie. Zdjęcia kręcono w Berlinie. Obraz miał swoją premierę w konkursie głównym na 59. MFF w Wenecji.

## Fabuła
Akcja filmu toczy się w przeciągu jednego wieczoru, podczas wspólnej kolacji. Trzy pary młodych ludzi, przechodzące kryzys we własnych związkach, podejmują się eksperymentu. Nadzy, dotykiem muszą odszukać swojego partnera. Wystawiają tym samym na próbę swoje uczucia.

## Obsada
- Dylan : Mehmet Kurtulus
- Charlotte : Nina Hoss
- Boris : Jürgen Vogel
- Annette : Alexandra Maria Lara
- Felix : Benno Fürmann
- Emilia : Heike Makatsch